# Osiedle Nowy Świat (Kłodzko)

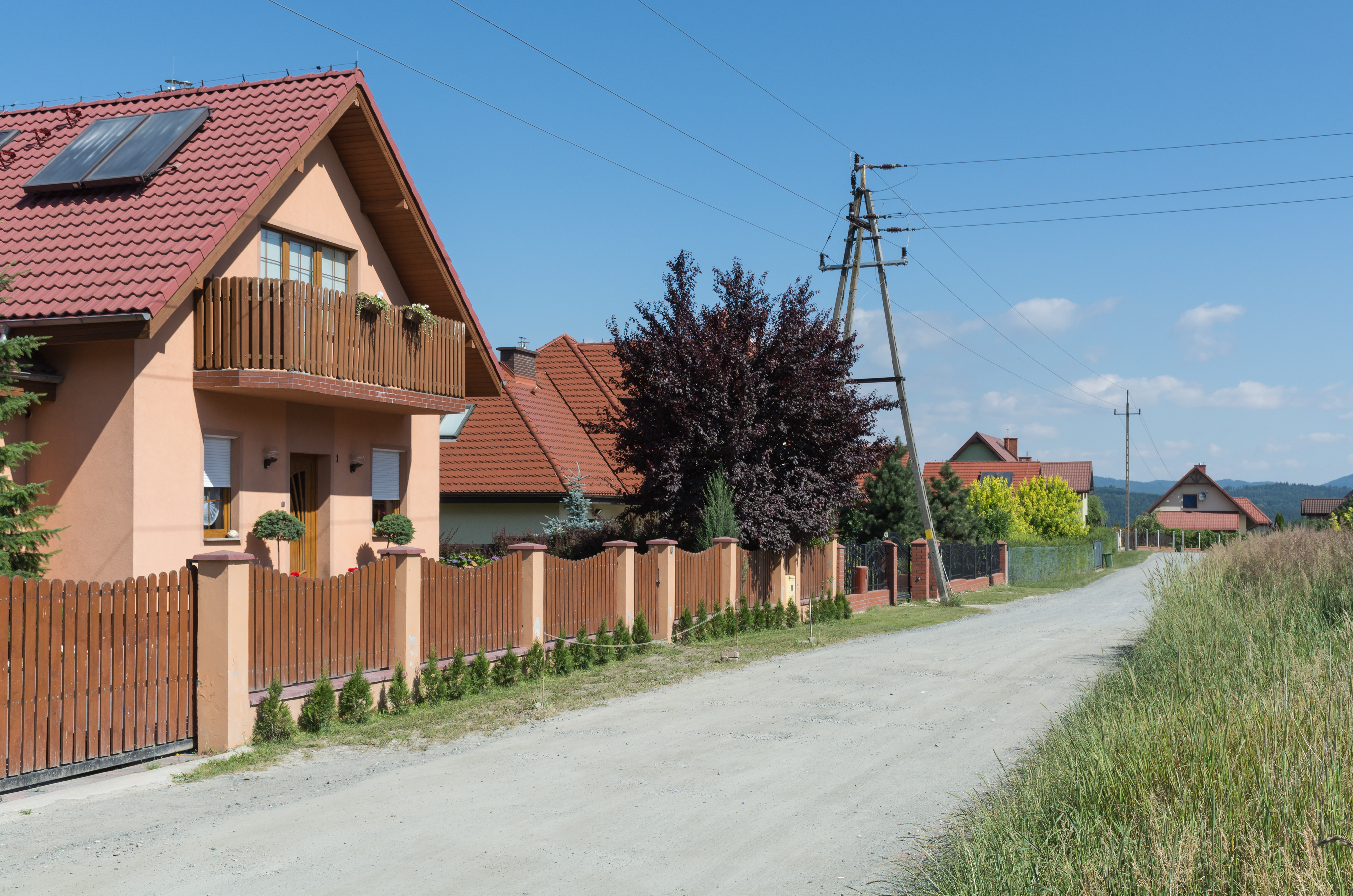
Ulica Widokowa

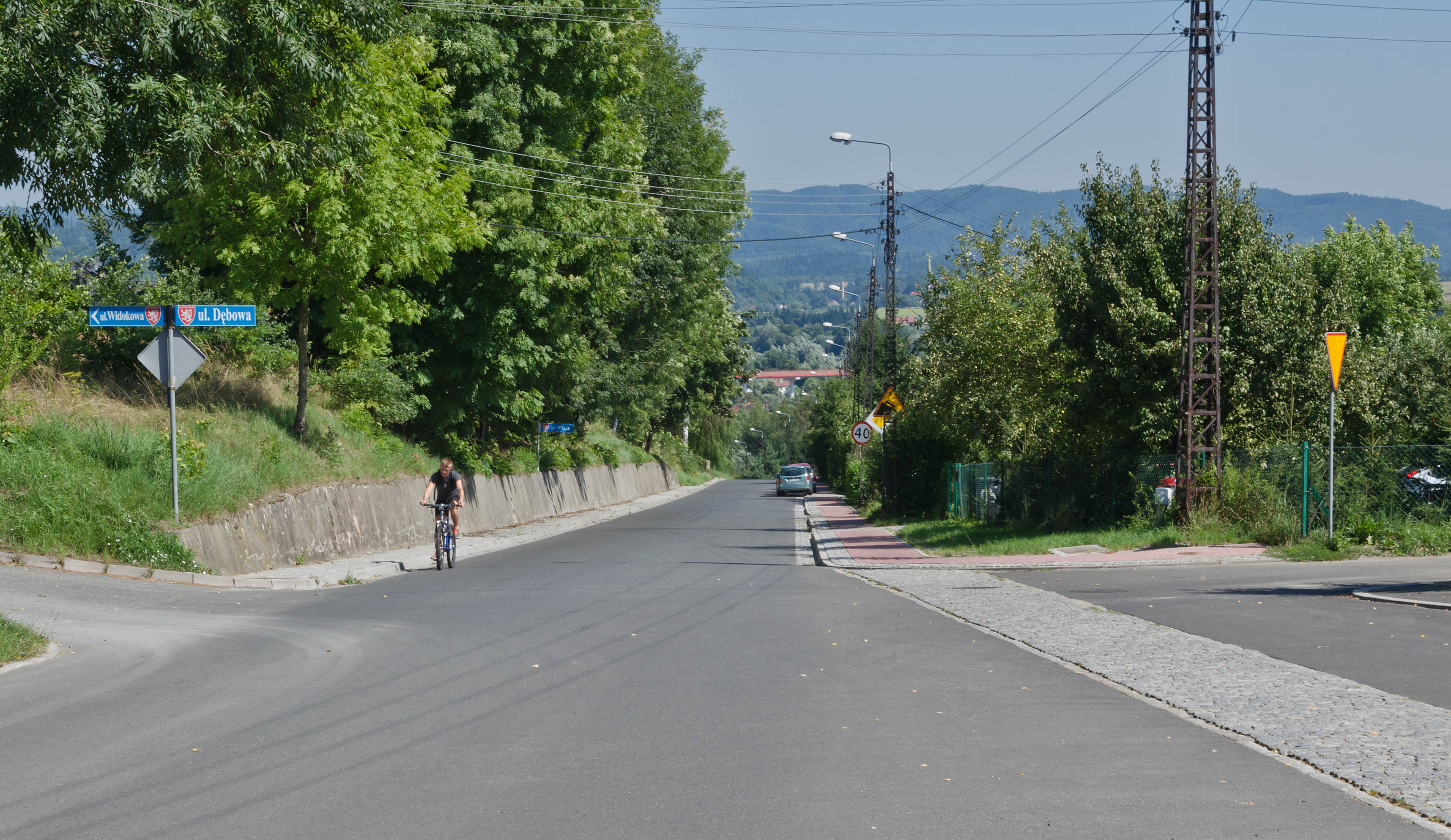
Ulica Nowy Świat

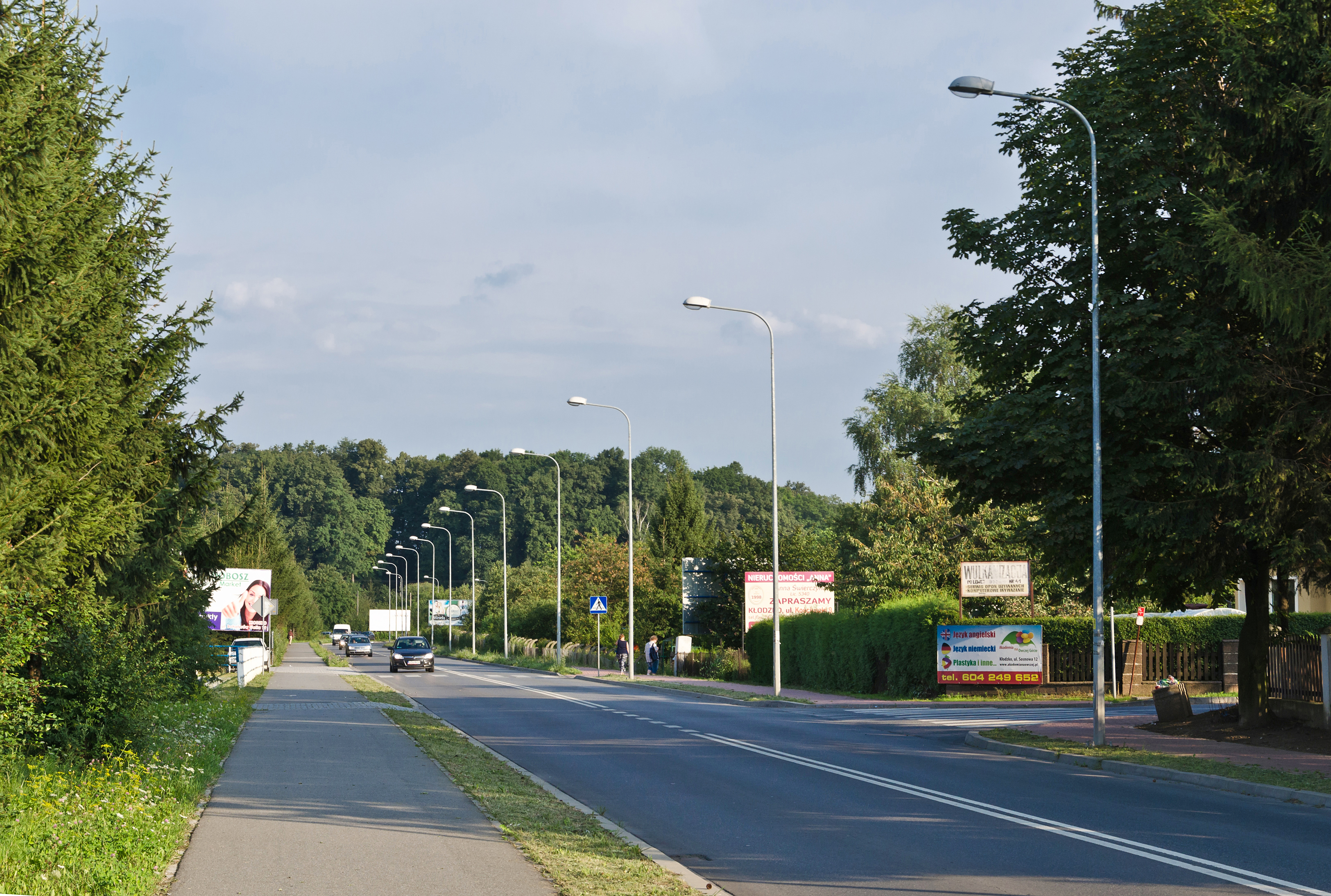
Ulica Noworudzka

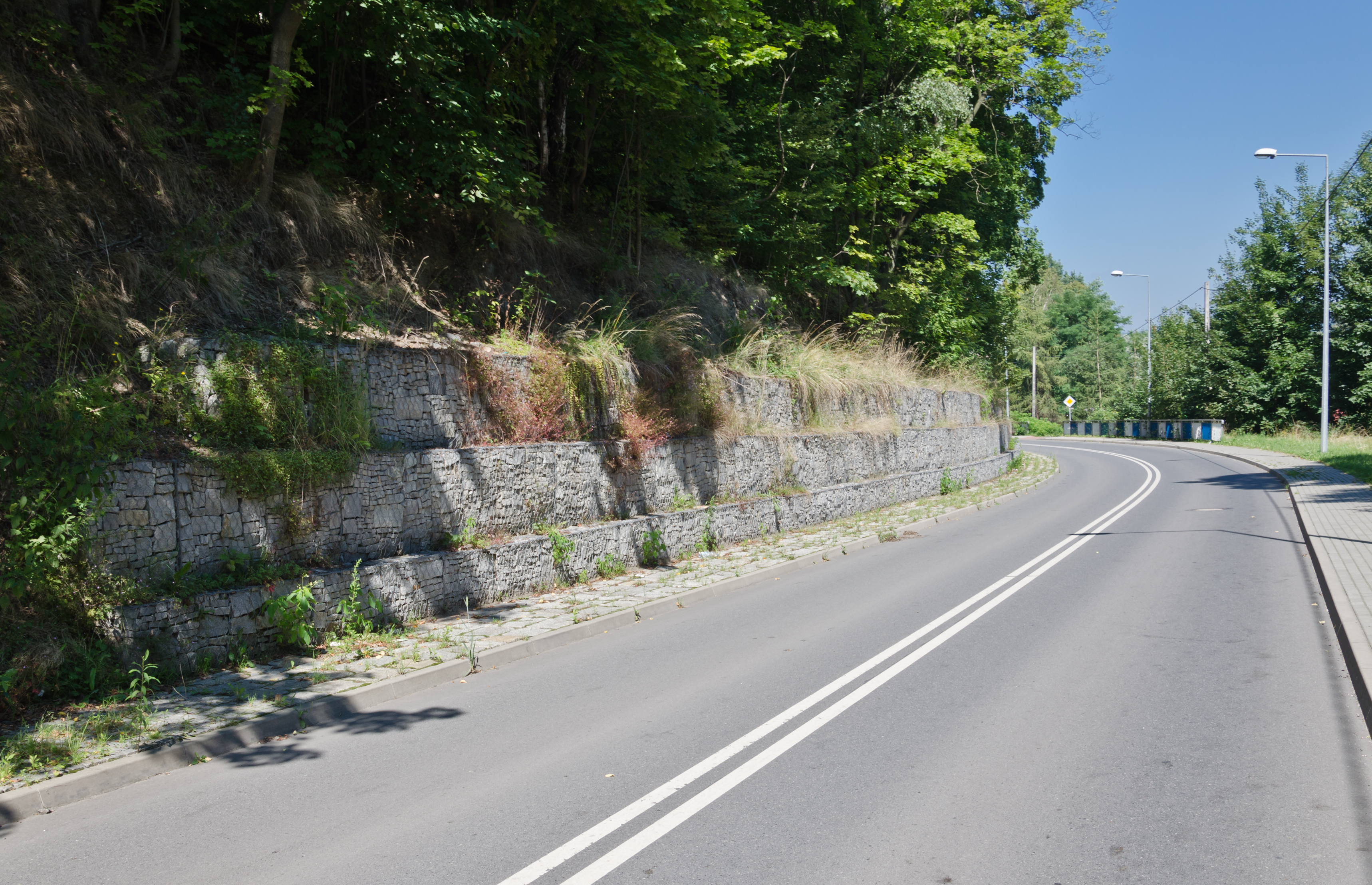
Ulica Nadrzeczna

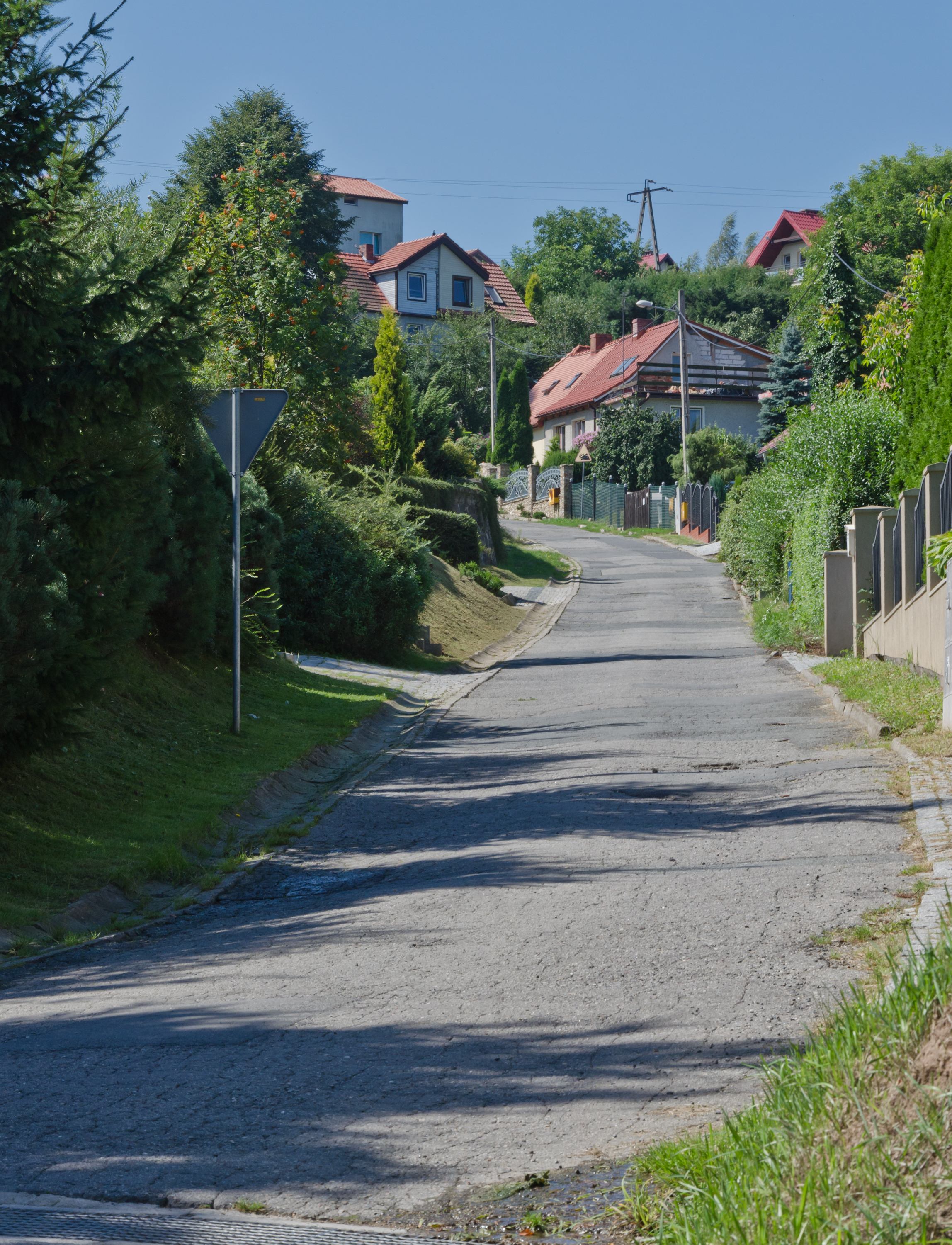
Ulica Wilcza

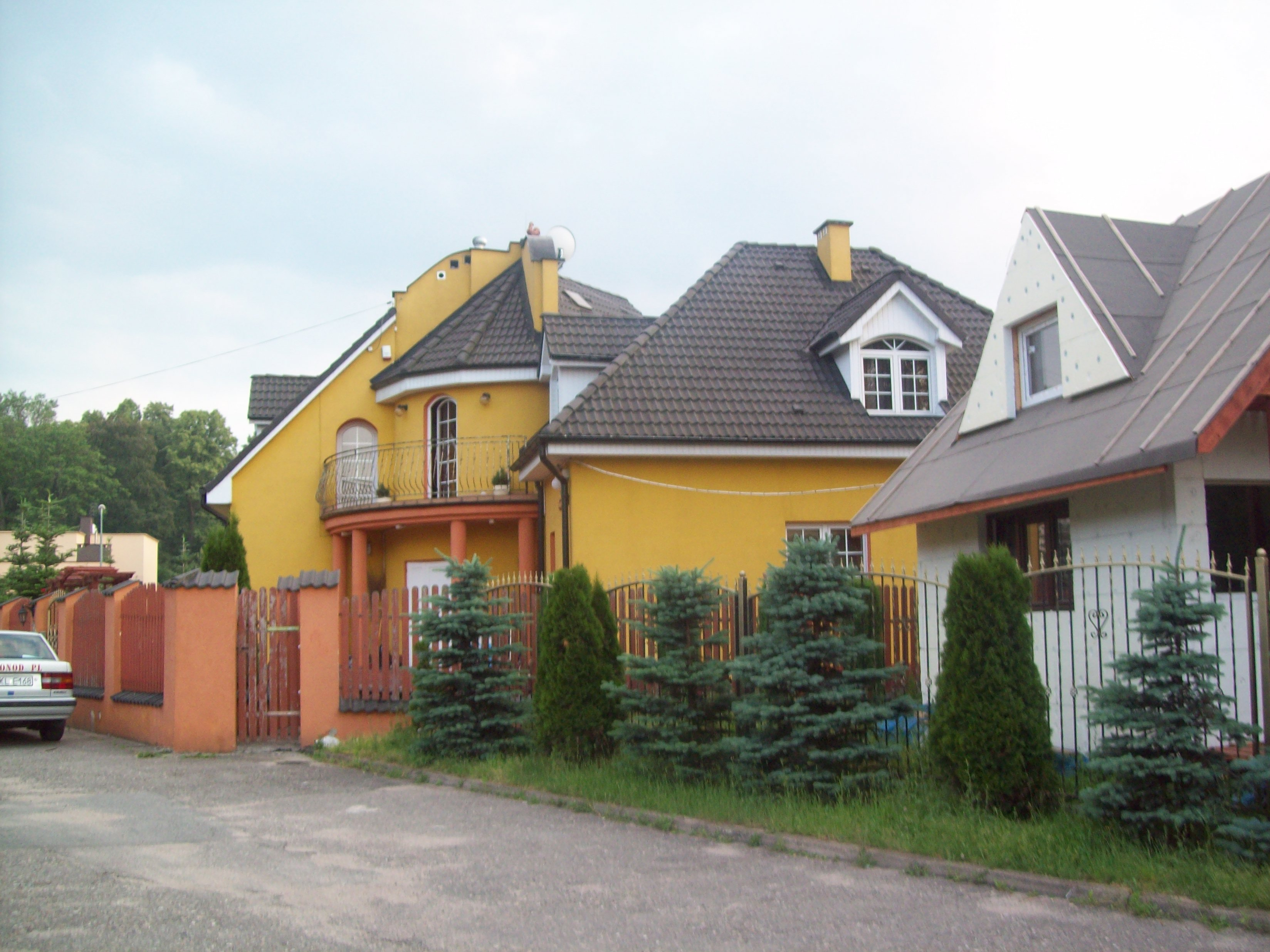
Jeden z domów przy ul. Nowy Świat

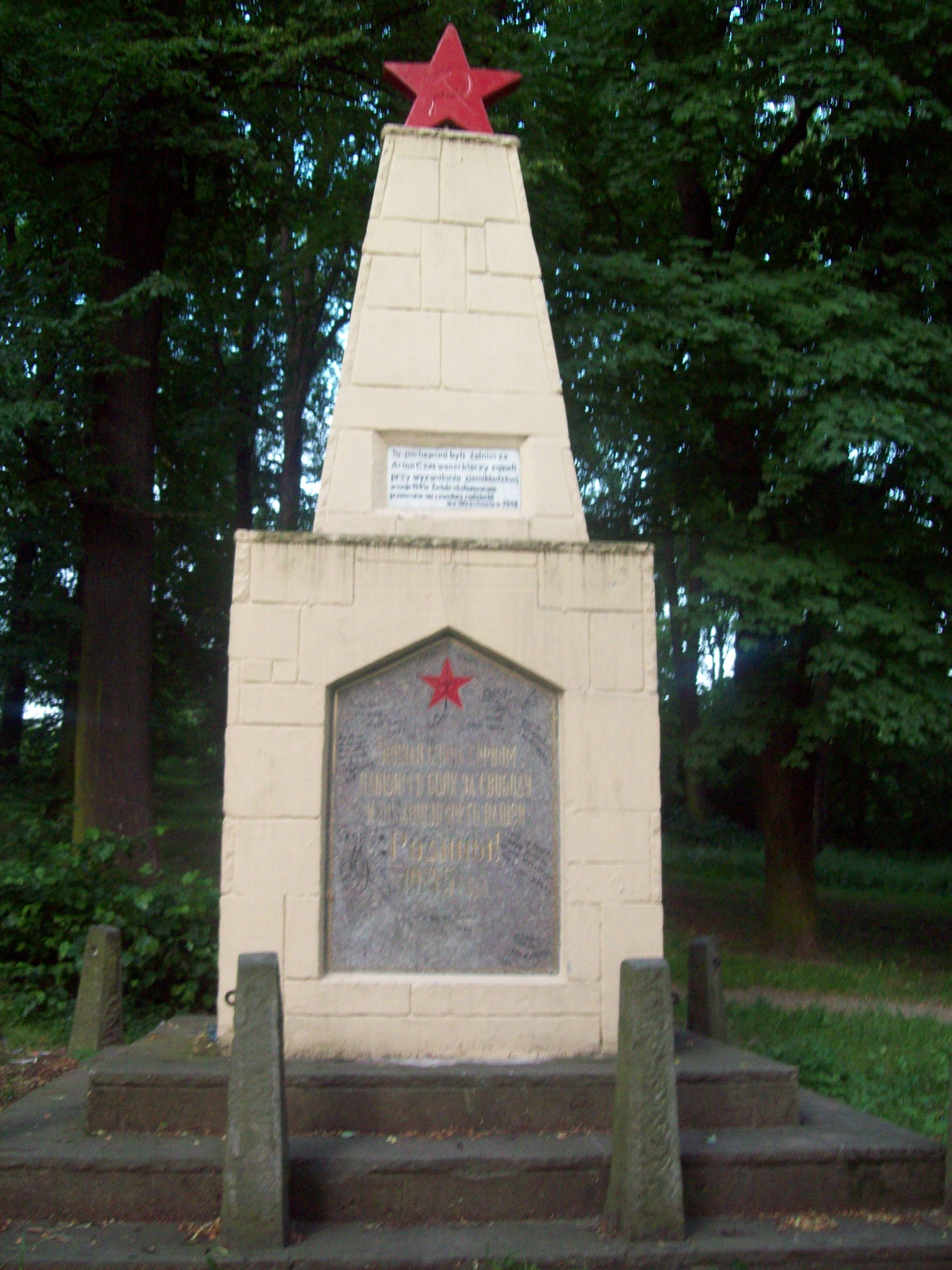
Zlikwidowany w 2019 roku Pomnik Żołnierzy Radzieckich z 1945 roku w Parku Noworudzkim

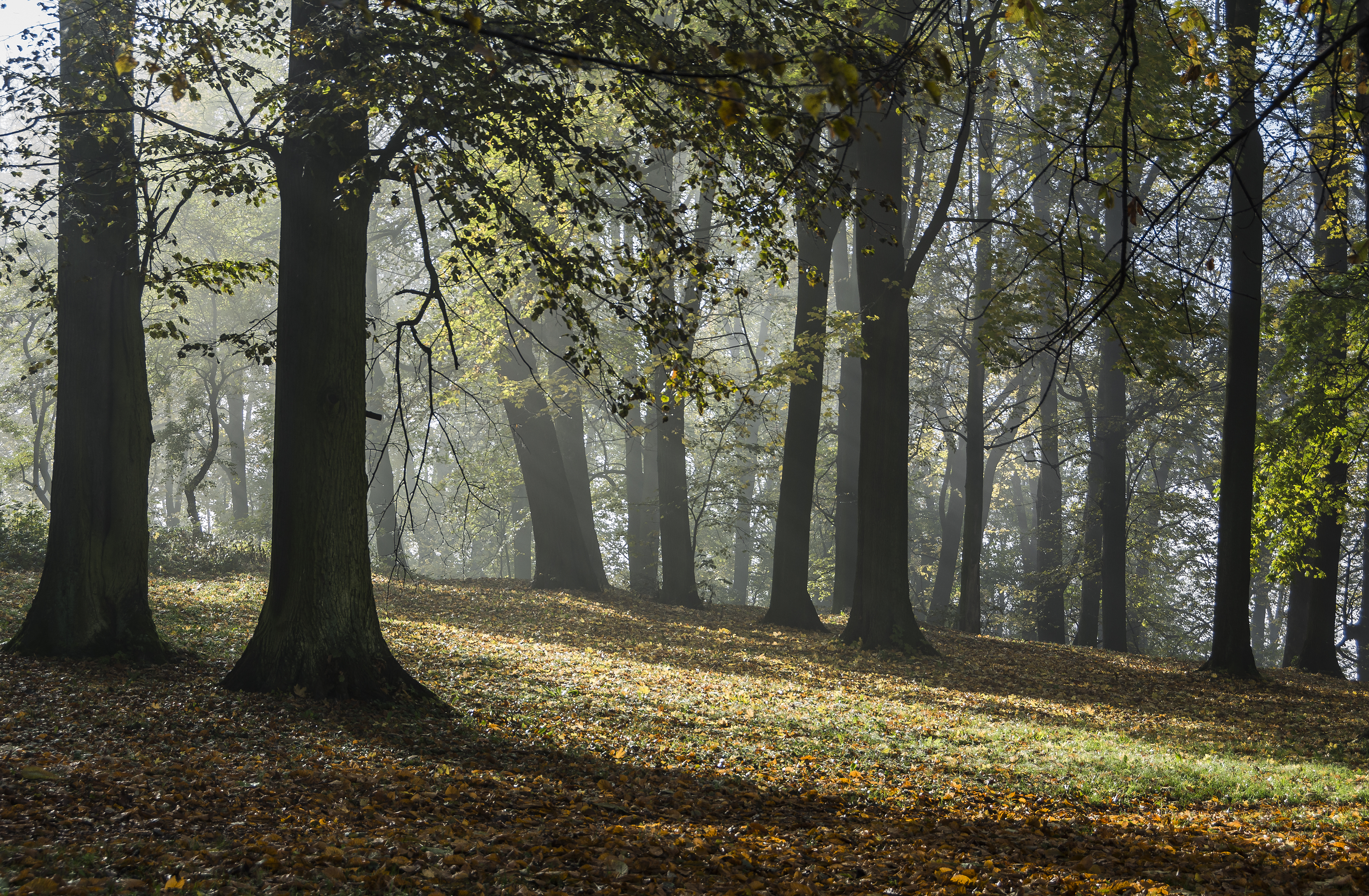
Park Noworudzki

Osiedle Nowy Świat (właściwie Ustronie Górne) – osiedle domów jednorodzinnych w Kłodzku, położone w północno-zachodniej części miasta, na lewym brzegu Nysy Kłodzkiej. Powstało na miejscu dawnego Ustronia Górnego, włączonego w obszar miasta w 1687 roku. Zamieszkuje je około kilka tysięcy mieszkańców.

## Geografia

### Położenie geograficzne
Osiedle Nowy Świat położone jest w północnej części Kłodzka. Graniczy na zachodzie z osiedlem im. św. Wojciecha, na północy z Ustroniem (właściwie Ustronie Dolne), na wschodzie poprzez Nysę Kłodzką z Jurandowem, a na południu ze Starym Miastem. Od centrum miasta oddalone jest o ok. 0,6 km.

### Warunki naturalne
Osiedle położone jest na wysokości 290–329 m n.p.m. Największe wzniesienia znajdują się w południowo-zachodniej części osiedla, zaś jego wysokość hipsometryczna stopniowo wzrasta w kierunku zachodnim w stronę ogródków działkowych, a także w kierunku Fortecznej Góry. Zabudowania ciągną się w wąskim terenem pomiędzy wspomnianą rzeką a Forteczną Górą oraz na rozległym wzniesieniu na jej północnym krańcu. Otoczenie stanowią ogródki działkowe i łąki.

## Historia
Ustronie Górne było starą osadą czeską, która przez cały czas ściśle związana była z Kłodzkiem. Powstało prawdopodobnie już w XII wieku jako typowa osada podmiejska. Od początku wchodziła ona w skład parafii św. Wacława na kłodzkim zamku. Jednocześnie ze względu na bliskie sąsiedztwo z Kłodzkiem, wieś ta była często niszczona podczas wojen jakie miały miejsce na ziemi kłodzkiej. W 1343 roku Peschke Rücker sprzedał swoją posiadłość w Ustroniu joannitom za 27 marek groszy praskich. W Ustroniu istniało także wolne sędziostwo, które w 1372 roku obejmowało 9 prętów gruntów. Mieszkali we wsi także wolni chłopi. W 1381 roku jako miejscowy sędzia wymieniany jest Henil Mertil. Z roku 1394 pochodzi wzmianka o istnieniu w Ustroniu folwarku sędziowskiego, który obejmował 2,5 łana gruntu sędziowskiego, z zastrzeżeniem wieczystej daniny na rzecz kłodzkich franciszkanów.
Na początku XV wieku osada należała do Hansa von Tschetterwanga, ale już kilkanaście lat później w 1420 roku tylko część odziedziczyła jego córka Jadwiga. Z kolei pozostała część należała do kanoników regularnych św. Augustyna z Kłodzka. W Ustroniu przez cały czas zamieszkiwała ludność pochodzenia słowiańskiego. Przez cały ten okres przez kłodzkie księgi miejskie przewijały się imiona miejscowych sędziów, ławników i chłopów o czysto słowiańskich nazwiskach. Wieś okresowo należała do franciszkanów, np. w 1472 roku. Z kolei w 1478 roku przedmiotem transakcji o wartości 80 guldenów węgierskich był folwark w Ustroniu, a stronami byli: Margaretha von Frankenberg i jej szwagier Anders Gunther. Już pod koniec XV wieku wieś w całości poza wolnym sędziostwem znajdowała się w posiadaniu zakonu augustianów, natomiast w 1491 roku jako wolnego sędziego wymieniano niejakiego Waczlawa.
Przez cały czas zacieśniały się związki wioski z pobliskim Kłodzkiem do tego stopnia, że jej południowa część z czasem została faktycznie przekształcona w przedmieście położone za Bramą Ząbkowicką (niem.: Halbendorfer Vorstadt). W 1631 roku na terenie Ustronia Górnego i Dolnego mieszkało łącznie 9 kmieci płacących podatki kościelne, a w 1653 roku istniało tutaj 27 gospodarstw. W 1597 roku Ustronie zostało przejęte przez zakon jezuitów, który przejął wszystkie dotychczasowe dobra należące do rozwiązanego w Kłodzku zgromadzenia augustianów na mocy decyzji papieża Klemensa VIII. Ustronie weszło w skład uposażenia kolegium jezuickiego.
W 1687 roku Ustronie Górne zostało oficjalnie przyłączone w granice Kłodzka, co wiązało się z koniecznością rozbudowy pobliskiej twierdzy, zarządzonej przez cesarza Leopolda I Habsburga. Dla miejscowych właścicieli tutejszych majątków oznaczało to ponowne wykupienie przywilejów sądowych oraz związane z tym opłaty. Przez kolejne stulecia interesy jej mieszkańców podporządkowane były twierdzy. Powstały tutaj nowe budynki, jednak na pozostałym obszarze na południe od Szpitalnej Górki zakazane było wznoszenie nowych domostw. Zabudowania Ustronia Górnego były często niszczone podczas kolejnych wojen: wojen śląskich (1740–1763) i wojny napoleońskie (1806–1807).
Pewnie ożywienie w tym rejonie miasta wywołała dopiero decyzja władz państwowych o zniesienie w Kłodzku w 1877 roku statusu miasta-twierdzy. W tym czasie zaczęły powstawać między twierdzą a Nysą Kłodzką nowe budynki mieszkalne, a na wschodnich i północnych krańcach twierdzy urządzono promenadę miejską z licznymi alejkami spacerowymi. W okresie dwudziestolecia międzywojennego wraz z rozwojem liczby mieszkańców Kłodzka powstał idea wybudowania za północnym stokiem twierdzy nowego osiedla domów jednorodzinnych. Wcześniej powstał wielorodzinny budynek mieszkalny przy ul. Fortecznej. Idee budowy Osiedla Północnego, bo taką otrzymało ono nazwę zaczęto realizować od 1933 roku.
Po przejęciu Kłodzka przez władze polskie w 1945 roku kontynuowano rozbudowę prywatnych domów jednorodzinnych w tym rejonie miasta, która trwa do dzisiaj, co związane było z dosyć niedalekim oddaleniem od centrum, a samo osiedle otrzymało nazwę Nowego Świata. Powstał tu także amfiteatr z torem saneczkowym.

## Administracja
Obszar obecnego osiedla od zawsze dzielił losy polityczno-administracyjne z Kłodzkiem, zostając do niego oficjalnie włączony pod koniec XVII wieku. Po zakończeniu II wojny światowej znalazł się w granicach Polski. Wszedł jako część Kłodzka w skład województwa wrocławskiego, powiatu kłodzkiego. Z kolei po zmianach w administracji terenowej w latach 70. XX wieku wszedł w skład województwa wałbrzyskiego. W 1999 roku ponownie reaktywowano powiat kłodzki, który wszedł w skład województwa dolnośląskiego.
Na terenie Kłodzka nie występują pomocnicze jednostki administracyjne, takie jak: osiedla, czy dzielnice, dlatego też o większości spraw decyduje samorząd miejski, którego siedziba znajduje się na pl. Bolesława Chrobrego, na Starym Mieście. Mieszkańcy wybierają do Rady Miasta pięciu radnych co 5 lat (do 2018 roku kadencja wynosiła 4 lata), tworząc okręg wyborczy nr 2, wraz z całą środkową i północno-zachodnią częścią miasta, położoną na lewym brzegu Nysy Kłodzkiej.

## Edukacja i kultura
Na osiedlu Nowy Świat nie ma żadnej placówki kulturalno-oświatowej. Dzieci w wieku 7–15 lat pobierają naukę w mieszczącej się na pobliskim osiedlu Kruczkowskiego – Szkole Podstawowej nr 3 im. kpt. Betleja przy ul. Jana Pawła II 2-4. Następnie młodzież kontynuuje kształcenie w zdecydowanej większości w szkołach średnich położonych w centrum miasta.

## Religia
Większość mieszkańców osiedla stanowią wyznawcy Kościoła rzymskokatolickiego. Osiedle wchodzi w skład katolickiej parafii Wniebowzięcia Najświętszej Maryi Panny, która obejmuje swoim zasięgiem całą środkową i północno-zachodnią część miasta oraz Gołogłowy. Została ona utworzona w średniowieczu. Jej siedziba znajduje się na terenie starówki. Obecnie funkcję proboszcza sprawuje ks. Henryk Całka, SJ. Parafia ta wchodzi w skład diecezji świdnickiej i dekanatu kłodzkiego.

## Architektura i urbanistyka
Osiedle Nowy Świat ma zróżnicowany układ urbanistyczny. Jego główną część stanowi osiedle domków jednorodzinnych, powstających sukcesywnie od lat 30. XX wieku za północnym zboczem twierdzy w kierunku Ustronia Dolnego, których główną oś stanowi ul. Nowy Świat. Zupełnie odmienny charakter posiada wschodnia część osiedla (dawne przedmieście), które przypomina ulicówkę (ul. Nadrzeczna), od której odchodzi ul. Forteczna w kierunku Nysy Kłodzkiej. Ulice Nowy Świat i Nadrzeczna łączą się ze sobą przed Ustroniem Dolnym na wysokości Szpitalnej Górki i widocznego na prawym brzegu rzeki dworca kolejowego Kłodzko Główne.
W skład osiedla wchodzi 10 ulic:
- ul. Akacjowa
- ul. Dębowa
- ul. Forteczna
- ul. Jaśminowa
- ul. Klonowa
- ul. Nadrzeczna
- ul. Noworudzka (częściowo)
- ul. Nowy Świat
- ul. Widokowa
- ul. Wilcza

## Rekreacja
Osiedle Nowy Świat posiada spore obszary rekreacyjne do których zaliczyć możemy: Państwowe Ogródki Działkowe, zlokalizowane w zachodniej i wschodniej części osiedla, które tworzą trzy grupy:
- POD „Nowy Świat”
- POD „Kolajarz”
- POD „Jutrzenka”

Poza tym każdy z domów jednorodzinnych posiada własne, przydomowe niewielkie ogródki działkowe. Sporą popularnością cieszyła się dawniej w czasach niemieckich założona w drugiej połowie XIX wieku promenada miejska, która czasem w źródłach określana była mianem Parku Miejskiego (niem. Stadtpark). Park ten powstał w miejscu dawnych stoków bojowych, będących w dawnych czasach najsłabszą stroną twierdzy, z racji płaskiego ukształtowania terenu. Na obszarze tym dochodziło przez stulecia do najbardziej zaciętych bitew. W XX wieku zbudowano na jego terenie tor saneczkowy, z którego korzystają dzieci i młodzież w okresie zimowym. Obecnie obszar ten określany współcześnie jako Park Noworudzki bardziej swoim wyglądem przypomina las.
W czasach Polskiej Rzeczypospolitej Ludowej po 1963 roku na dawnym stoku bojowym w pobliżu drogi wiodącej do żurawia na twierdzy, zbudowano ośrodek wypoczynkowy. Camping – Powiatowy Ośrodek Sportu, Turystyki i Wypoczynku sładał się z głównego budynku, pola namiotowego i campingu. Mógł on pomieścić 180 osób. Kilka lat później dobudowano do niego amfiteatr przy wsparciu saperów z miejscowej jednostki Wojsk Ochrony Pogranicza. Obecnie został on przekształcony w Centrum Noclegowe „Na stoku twierdzy” i znajduje się w rękach prywatnych. W skład tego kompleksu wchodzi główny gmach noclegowy, domki letniskowe, bungalow, pole namiotowe oraz miejsce dla kamperów. Na terenie kompleksu znajduje się również restauracja.

## Gospodarka
Osiedle nie posiada własnej infrastruktury handlowo-gospodarczej, co związane jest z dosyć niedalekim oddaleniem od centrum oraz położeniem w pobliżu innych zespołu mieszkaniowych, w których mieszkańcy osiedla mogą znaleźć sklepy. W pobliżu Nowego Świata na terenie należącym do Ustronia Dolnego wybudowano w 2009 roku wielkie centrum handlowe – Galeria Twierdza Kłodzko.

## Infrastruktura

### Transport
Przez północno-zachodnią granicę osiedla przechodzi ruchliwa droga wojewódzka nr 381 z Wałbrzycha do Kłodzka. Dwie ulice: Noworudzka i Nowy Świat mają status dróg powiatowych. Pozostałe ulice mają charakter dróg gminnych, z których najważniejsza jest ul. Nadrzeczna stanowiąca dawniej część znanego traktu handlowego, znanego jako szlak bursztynowy wiodącego z Europy Północnej na południe kontynentu. Do budowy nowej szosy do Wrocławia pod koniec XIX wieku na przeciwległym brzegu Nysy Kłodzkiej, wiodła tamtędy główna trasa z Pragi do Wrocławia

### Komunikacja
Komunikacje miejską na terenie osiedla obsługuje wyłącznie prywatna firma A-Vista. Na terenie osiedla znajduje się jeden przystanek autobusowy: Kłodzko, ul. Nowy Świat. Odjeżdżają z niego busy obsługujące aktualnie jedyną podmiejską linię tego przewoźnika w relacji: Kłodzko/pl. Jedności/Dworzec Autobusowy – Łączna. Trasa tej linii łączy Kłodzko z miejscowościami położonymi w północnej części gminy wiejskiej – Ścinawica, Młynów, Wojbórz, Wilcza i Łączna.

### Bezpieczeństwo
W zakresie ochrony przeciwpożarowej oraz innych miejscowych zagrożeń – osiedle Nowy Świat podlega rejonowi działania Komendy Powiatowej Straży Pożarnej, mieszczącej się przy ul. Traugutta 7 oraz Komendy Powiatowej Policji w Kłodzku, która ma siedzibę przy pl. Chopina 2. Funkcję dzielnicowego pełni asp. sztab. Rafał Pietrołaj (Rejon służbowy nr 6). Z ramienia kłodzkiej straży miejskiej VI Rejon Służbowy obsługują: st. insp. Robert Garbowski i mł. strażnik Arkadiusz Pawłowicz.

## Ciekawostki
- Nowy Świat (Ustronie Górne) jest najstarszą dzielnicą przyłączoną do Kłodzka[44],
- do 1945 roku nazwę Nowy Świat (niem. Neuland) nosił obszar Kłodzka położona na prawym brzegu Nysy Kłodzkiej, nad Jaszkówką – obecnie ul. Kłodzko Nowe oraz osiedle Krzyżna Góra (Ptasie)[45].